# Robert Pavlicek
Robert Pavlicek (31 maggio 1911 – 22 gennaio 1982) è stato un calciatore austriaco, di ruolo difensore.